# Nyinahin

Nyinahin är en ort i sydvästra Ghana. Den är huvudort för distriktet Atwima Mponua, och folkmängden uppgick till 9 577 invånare vid folkräkningen 2010.